# 花間派

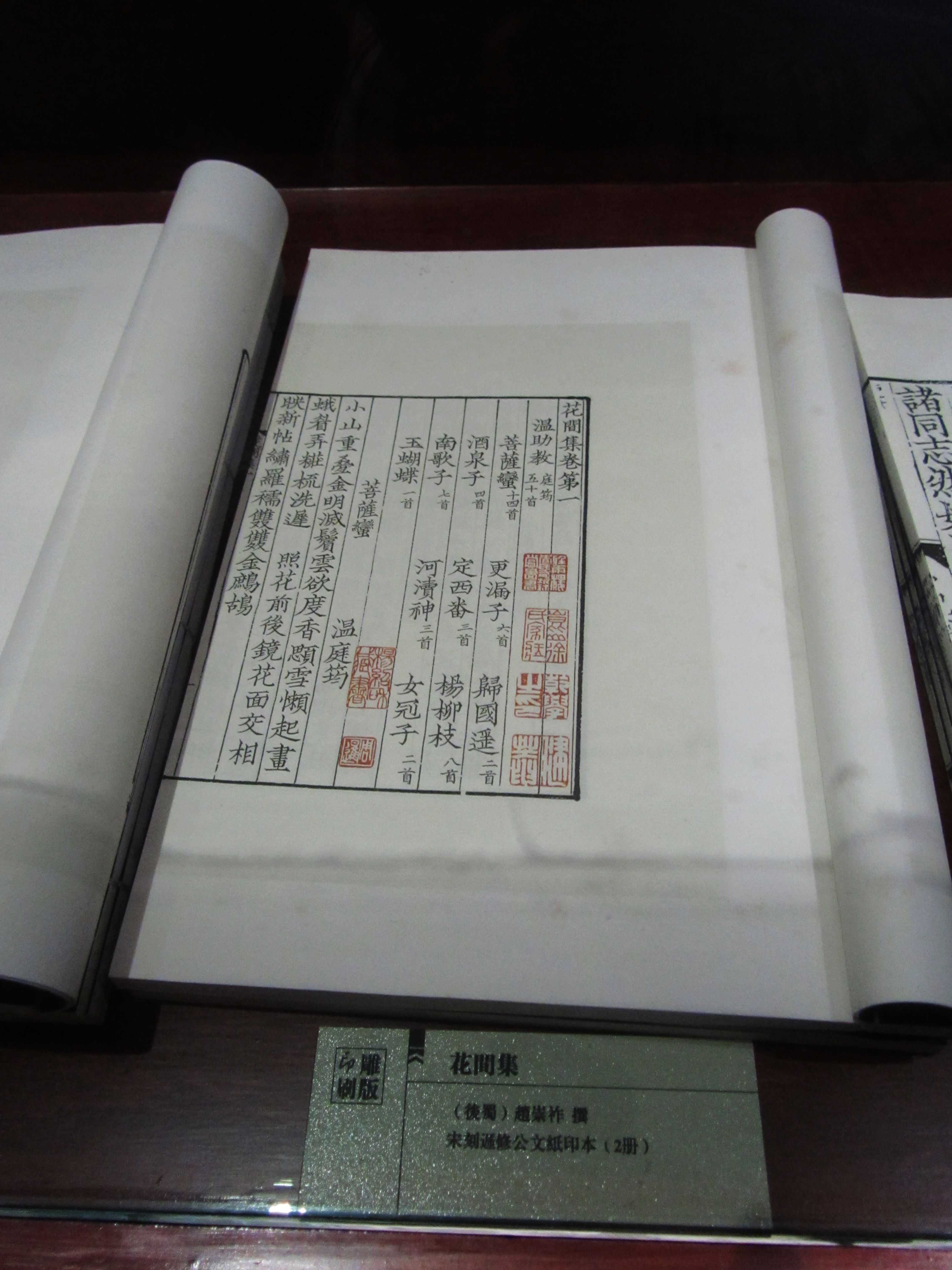
『花間集』宋代刻本、揚州中国雕版印刷博物館に所蔵。

花間派は、作品が五代の詞集『花間集』に収録された詞家を指す。代表人物に温庭筠・韋荘・張泌らがいる。
一般に花間派は、唐代の温庭筠に起源を持ち、五代の時の後蜀で繁栄したとされる。厳格な意味で言えば一派をなす訳ではないが、一般に花間派とは、この種の文学形式が民間歌曲を経て文人の創作へと到るものを指す中間形態である。

## 作品の特色
花間詞の題材は多くが児女の艶情、離別の情感、﨟たけた趣の閨怨である。体制上では、花間詞は小令に限られ、五，六十字を過ぎず、題名はなく、わずかに詞調名があるだけである。風格上では、花間詞は穏やかで温かく柔らか、嫋やかで趣が深く、濃艶華美が主であり、清新典麗な作もある。
温庭筠の詞は首座に置き、詞風は濃艶精美で、多く閨情を詠み、花間に一派の風気を開いている。韋荘は疏淡明麗で、上手く個人の望郷・懐旧の情を入れ、温詞と併称され、集中2種の主要な風格を代表する。
花間詞は、宋代においては艶科の基礎を築き上げたと称せられた。学術界は長期にわたって花間派を芸術完成度が宋詞より低いと見なしてきた。しかし、花間詞は馮延巳と李煜の詞風に直接影響している。

## 花間集
『花間集』は、詞の総集である。全十巻。五代の時の後蜀の趙崇祚が編纂したものであり、集が成ったのは広政3年（940年）、同年付けの欧陽炯の序がある。総て十数名の作家の五百余首の作品を収録。唐の温庭筠・皇甫松、五代の韋荘・薛昭蘊・牛嶠・張泌・毛文錫・牛希済・欧陽炯・和凝・顧夐・孫光憲・魏承班・鹿虔扆・閻選・尹鶚・毛熙震・李珣ら18家500余首である。欧陽炯の序ではこの体制の作品を「詩客曲子詞」と称する。74種の牌調（詞牌）を使用し、その中で、浣溪沙と菩薩蛮・臨江仙・酒泉子の使用が最多である。四庫全書においては集部である。
花間集の各時代の詞風への影響は遠く遥かに及ぶ。陸游は花間集を簡古の趣があると見なしていた。

### 日本語訳
- 趙崇祚編 編『花間集』青山宏訳注、平凡社東洋文庫、2011年。ISBN 9784582808124。（210首を選んで訳注を施したもの）

## 参考外部リンク
- 葉嘉瑩：「从女性主义文论看《花间》词之特质（フェミニズム文学論から見た『花間』詞の特質）」。
- 葉嘉瑩：「从《花间》词之特质看后世的词与词学（『花間』詞の特質から見た後世の詞と詞学）」。